# Sumedang (stad)
Sumedang (ook Soemedang in de oude spelling) is een stad in de provincie West-Java op het eiland Java, Indonesië. 
Het ligt ongeveer 45 kilometer ten noordoosten van de provinciehoofdstad Bandoeng.

## Omgeving
Het ligt in een bosachtig landschap in het Preanger hoogland. De stad kan alleen bereikt worden via slingerachtige wegen. Er zijn volop bergen (o.a. 1600 meter hoge Tampomas) en vulkanen te zien. Ook de sawah's liggen volop op de berghellingen.

## Geschiedenis
In 1628 was prins Dipati Ukur van Banyumas en Sumedang de legeraanvoerder van 6.000 man, die probeerde Batavia te heroveren op de Nederlanders; hij verloor.

## Vervoer
Voor de Tweede Wereldoorlog was er een treinverbinding, die opgeheven is en waarvan nog grote stukken rails langs de weg liggen.
De meeste busjes/taxi's die de verbindingen tussen de andere grotere steden in de omgeving onderhouden stoppen in Sumedang, om de passagiers de gelegenheid te geven de lekkere en in heel Indonesië bekende gefrituurde Tahu Sumedang te kopen.